# Novoivánovskaya
Novoivánovskaya (del ruso: Новоивановская) es una stanitsa del raión de Novopokróvskaya del krai de Krasnodar de Rusia. Está situada a orillas del río Vodiánaya, pequeño afluente por la derecha del Yeya, 29 km al norte de Novopokróvskaya y 169 km al nordeste de Krasnodar, la capital del krai. Tenía 1 654 habitantes en 2010.
Es cabeza del municipio Novoivánovskoye, al que también pertenece Plóskaya.

## Historia
La localidad fue fundada en 1891 como jútor Novoivánovski y fue nombrada stanitsa con el nombre actual en 1912.